# サッキュバス (ゲーム会社)
有限会社サッキュバス (SUCCUBUS) は、かつて存在したアダルトゲームメーカーである。

## 概要
もともとはアップルパイ配下のブランドであったが2001年2月に分離独立、本社は東京都豊島区に置いていた。公式サイトは2004年頃まで存在していたが現在は消滅している。

## 作品一覧
- 禁忌2～Hospital Taboo～（2000年8月11日発売）
- CONCERTO.（2001年7月27日発売）
- new〜メイドさんの学校〜（2002年2月1日発売）

## 参加していたスタッフ

### 原画
- 大泉だいさく
- 如月水

### シナリオ
- 剛田ピンキー

### プロデューサー
- ようかい